# Buddleja hookeri
Buddleja hookeri là một loài thực vật có hoa trong họ Huyền sâm. Loài này được C.Marquand mô tả khoa học đầu tiên năm 1930.